# Grzegorz Hajdarowicz
Grzegorz Hajdarowicz (nascido em 27 de outubro de 1965) é um empresário polonês, produtor de cinema, cônsul honorário e fundador do grupo Gremi Media.
Participou da reunião internacional Bilderberg em 2018. Em 2021, ficou em 17º lugar na lista de líderes empresariais da edição polonesa da revista "Forbes".
Desde 2010, atua como cônsul honorário da República Federativa do Brasil nas regiões da Pequena Polônia e Alta Silésia, promovendo os laços culturais e econômicos entre a Polônia e o Brasil.

## Educação e formação
Hajdarowicz formou-se em Ciências Políticas na Faculdade de Direito da Universidade Jaguelônica em Cracóvia. Nos anos 1980, esteve envolvido na oposição ao regime comunista como membro da Confederação da Polônia Independente e participou de protestos em Cracóvia e Nowa Huta. Trabalhou também numa gráfica clandestina em Wieliczka.

## Carreira empresarial
Fundou sua primeira empresa, a Gremi, em 1991. Hoje, o grupo Gremi atua nos setores de investimentos de capital, reestruturação e projetos imobiliários. Hajdarowicz detém 99% das ações do grupo, que controla, entre outras, a empresa listada na bolsa KCI S.A.
Em 2009, iniciou o projeto imobiliário "Arteco Estrela" no Brasil, adquirindo a Fazenda Estrela. Em 2017, assinou uma parceria com a Six Senses para desenvolver um resort de luxo no local.
A partir de 2009, expandiu sua atuação na mídia com a aquisição da revista semanal "Przekrój". Posteriormente, por meio da Gremi Media S.A., tornou-se proprietário do jornal "Rzeczpospolita" e editor de títulos como "Parkiet", "Uważam Rze Historia" e da versão polonesa da "Bloomberg Businessweek".
Em dezembro de 2021, 40% das ações da Gremi Media foram adquiridas pelo fundo de investimentos holandês Pluralis B.V., com participação de fundos apoiados por George Soros.

## Cinema
Pela produtora Gremi Film, Hajdarowicz atuou como produtor de seis longas-metragens:
- Zakochany Anioł (2005)[16]
- Pod powierzchnią (2006)[17]
- Hania (2007)[18]
- Nightwatching (2007, dir. Peter Greenaway)[19]
- Carmo, Hit the Road (2008, dir. Murilo Pasta)[20]
- City Island (2009, dir. Raymond De Felitta)[21]

## Prêmios de cinema
- City Island – Prêmio do Público no Tribeca Film Festival
- Carmo – Seleção oficial no 25º Sundance Film Festival

## Condecorações
- Cruz de Cavaleiro da Ordem da Polônia Restituta (2015)[22]
- Ordem de Rio Branco – grau de Oficial (2020)[23]
- Cruz da Liberdade e da Solidariedade (2021)[24]